# Erylus inaequalis
Erylus inaequalis is een sponzensoort uit de familie Geodiidae in de klasse gewone sponzen (Demospongiae).
De wetenschappelijke naam van de soort werd in 1896 gepubliceerd door Kieschnick.